# Barbara Dare
Barbara Dare (* 27. Februar 1963 in New Jersey, USA als Stacey Mitnick) ist eine US-amerikanische Pornodarstellerin.
In den frühen 1980er Jahren war sie Stammgast in dem berühmten New Yorker Swinger-Club Plato's Retreat. Sie war in der Swinger-Szene so bekannt, dass sie zur Miss Plato ernannt wurde. Ihr erster Auftritt vor der Kamera war in Slippery When Wet 1986.
Barbara Dare war eine der ersten Pornostars, die einen Exklusivvertrag mit einer Produktionsgesellschaft abschloss. In ihrem Fall war es ein Vertrag mit Essex Video über $150.000 für 10 Filme pro Jahr.
1992 war sie in dem Film Evil Toons – Flotte Teens im Geisterhaus zu sehen.

## Auszeichnungen
- 1987: AVN Award Best New Starlet
- 1989: AVN Award Best Actress – Video (für Naked Stranger)
- 1990: AVN Award Best All-Girl Sex Scene – Video (mit April West für True Love)
- Mitglied der AVN Hall of Fame